# Rise 2: Resurrection
Rise 2: Resurrection ist ein Beat ’em up, welches 1996 von Acclaim veröffentlicht wurde. Das von Mirage entwickelte Spiel ist der Nachfolger von Rise of the Robots.

## Handlung
Nachdem der Cyborg Cotton im Vorgänger seinen Widersacher, den Supervisor, besiegte gibt es nun einen neuen Konflikt. Nachdem die Wissenschaftler des Konzerns Electrocorp fälschlicherweise vom Tod Cottons ausgingen infizieren sie die verbleibenden Roboter mit dem Anarchie-Computervirus um sie von der Kontrolle des Supervisors loszulösen. Irgendwann begannen die Roboter einen Krieg gegeneinander und kappten ihre Verbindung zum Neuronet. Cotton muss nun wieder in das Geschehen eingreifen um die außer Kontrolle geratenen Roboter unschädlich zu machen. Das Ende des Spiels ist offen und lässt Raum für Interpretationen.

## Entwicklung
Der Queen-Gitarrist Brian May spielte die Musik für den Charakter Cyborg ein und steuerte somit einen Teil des Soundtracks bei. Eine erweiterte Version ist einigen späteren Musikalben der Band enthalten.

## Rezeption
Der Titel erhielt wie schon der Vorgänger stark gemischte Kritiken, jedoch wurden deutliche Verbesserungen im Gegensatz zum überbewerteten ersten Teil zur Kenntnis genommen:
PC:
- PC Joker 3/96: 85 % (Grafik 87 %, Sound 84 %)
- Power Play 4/96: 73 % (Grafik 70 %, Sound 75 %)
- PC Player 3/96: 68 %

Playstation:
- Video Games 3/96: 65 % (Grafik 78 %, Sound 71 %)[2]

Im "Klassik-Test" der Maniac lautet das Testurteil:

„Ab auf den Schrottplatz: Grauenhafte Roboterprügelei mit Pixelgrafik, popliger Kollisionsabfrage und lahmer Steuerung.“

Sega Saturn:
- Video Games 5/96: 65 % (Grafik 78 %, Sound 71 %)[4]